# Baldácsy Antal
Végvezekényi báró Baldácsy Antal, névváltozat: Baldacci (Navaj (ma: Novoly), Kolozs vármegye, 1803. május 25. – Rohics (ma: Rogaška Slatina, Szlovénia), 1878. augusztus 8.) honvéd ezredes, lapkiadó, országgyűlési képviselő.

## Életpályája
Előbb a kolozsvári középiskolában, majd a bécsi Theresianumban tanult. Ezután katonai pályára lépett. Leszerelése után, 1829-ben feleségül vette özvegy Szerdahelyinét, Hunyady Anna bárónőt, akinek hozománya dúsgazdaggá tette, miután neje 1847-ben meghalt.
Baldácsy az 1848–49-es forradalom és szabadságharcban ezredes, később országgyűlési képviselő volt.
1860-ban másodszor is házasságot kötött: Makovszky Adél grófnőt vette feleségül. Egyetlen fiúgyermeke halála után az elnyomatás éveiben a Pesten felállítandó református teológiai intézetre 10 000 forintot adott (Baldácsy-alapítvány).
Élete vége felé birtokán lakott az Esztergom vármegyei Béla községben.

## Művei
- Alföldi úthálózat. Pest, 1871. térképpel
- Beszámoló beszéde. Gyöngyös, 1875